# Pleistacantha rubida
Pleistacantha rubida is een krabbensoort uit de familie van de Inachidae. De wetenschappelijke naam van de soort is voor het eerst geldig gepubliceerd in 1895 door Alcock.